# Straits-Dollar

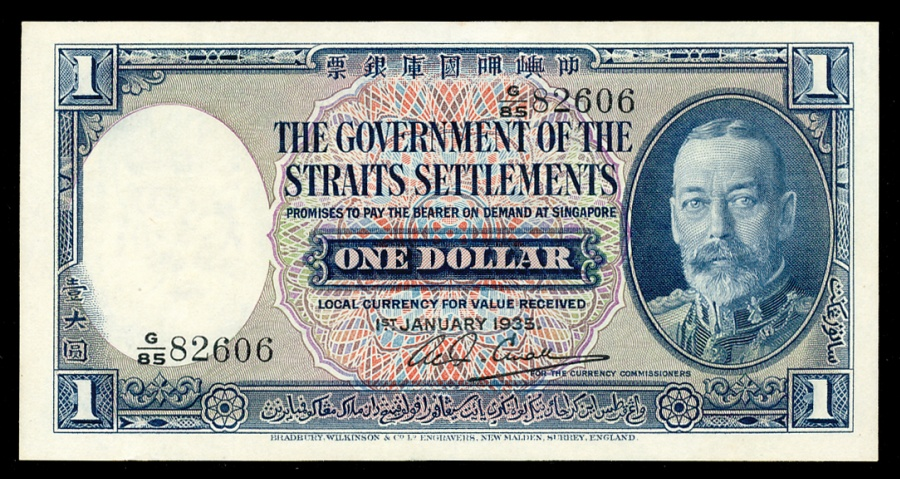
Banknote zu 1 Straits-Dollar von 1935

Der Straits-Dollar war die Währung der Straits Settlements von 1898 bis 1939. Im gleichen Zeitraum wurde er auch in den Federated Malay States, den Unfederated Malay States, Sarawak, Brunei und Britisch-Nordborneo verwendet. Der Dollar war in 100 Cents unterteilt, als Symbol diente das $-Zeichen.

## Geschichte
Während des frühen 19. Jahrhunderts war der Spanische Dollar die gebräuchlichste Währung in Ost- und Südostasien. Neben den Silbermünzen Spaniens und seiner Kolonien, beziehungsweise deren Nachfolgestaaten, gab es auch lokale Münzausgaben wie den Kelantan- und den Trengganu-Keping, sowie den Penang-Dollar.
1837 wurde die Indische Rupie das einzige offizielle Zahlungsmittel in den Straits Settlements, da es zu dieser Zeit als Teil Britisch-Indiens verwaltet wurde. Trotzdem blieb der Spanische Dollar in Umlauf und 1845 wurden Münzen für die Straits Settlements zu 100 Cents = 1 Dollar ausgegeben, die dem Spanischen Dollar oder Mexikanischen Peso gleichwertig waren. 1867 wurden die Straits Settlements verwaltungstechnisch von Indien getrennt und der Dollar wurde die gebräuchlichste Währung.
Ab 1898 wurde der Straits-Dollar von einer neu eingerichteten Institution, dem Board of Commissioners of Currency ausgegeben und die Ausgabe von Banknoten durch Privatbanken untersagt. Der Außenwert des Dollar nahm in den folgenden acht Jahren ständig ab, bis er 1906 mit einem festen Wechselkurs zu zwei Schilling vier Pence an das Pfund Sterling gebunden wurde.
Der Straits-Dollar wurde 1939 durch den Malaya-Dollar ersetzt.
Noch heute nutzen Brunei und Singapur einen Nachfolger dieses Dollars, während Malaysia 1973 die Währungsunion verließ.

## Münzen

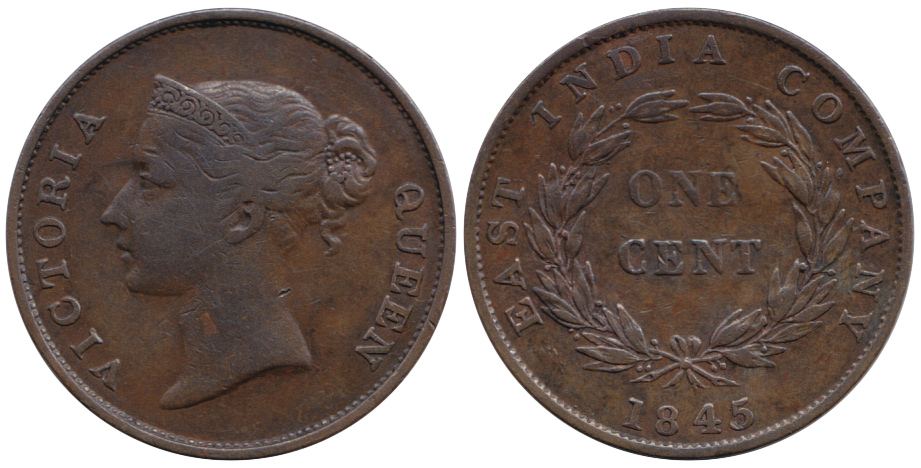
1 Cent 1845

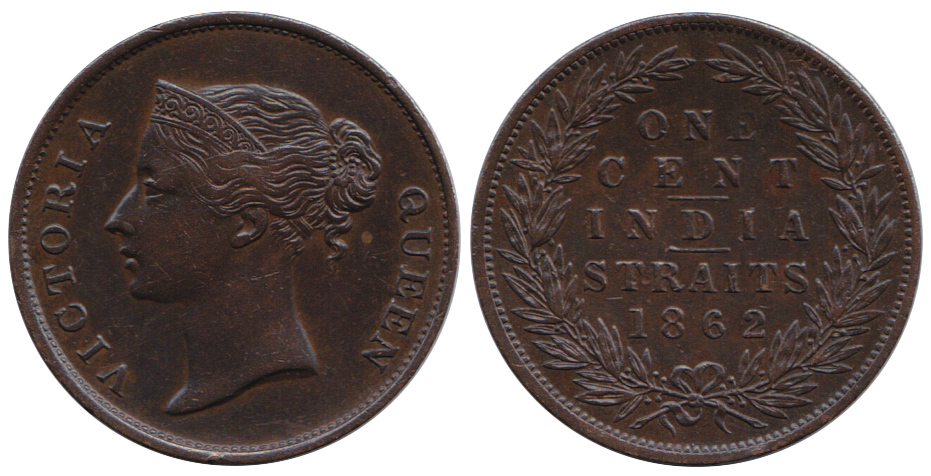
1 Cent 1862

Die ersten Münzen der Straits Settlements von 1845 waren Werte zu ¼, ½ und 1 Cent aus Kupfer. Sie wurden von der East India Company ausgegeben und wiesen keine Landesangabe auf. Eine zweite Ausgabe folgte 1862, die durch die Regierung Britisch-Indiens veranlasst wurde. Diese Münzen trugen die Inschrift India - Straits.
1871 wurden Silbermünzen für die Straits Settlements in den Werten zu 5, 10 und 20 Cents ausgegeben, gefolgt im nächsten Jahr von Werten zu ¼, ½ und 1 Cent aus Kupfer und einer silbernen 50-Cent-Münze 1886. Die ersten silbernen Dollar wurden 1903 geprägt.
Eine dreiseitige Sonderausgabe des Straits-Settlements-Amtsblattes (Government Gazette), veröffentlicht in Singapur am 24. August 1904, enthielt folgende Proklamation des Gouverneurs Sir John Anderson:
From 31 Aug. 1904, British, Mexican and Hong Kong Dollars would cease to be legal tender and would be replaced by the newly introduced Straits Settlements Dollar. [Ab dem 31. August 1904 sind Britische-, Mexikanische- und Hongkong-Dollar keine gesetzlichen Zahlungsmittel mehr und werden durch den neu eingeführten Straits-Settlements-Dollar ersetzt.]
Der Zweck dieser Maßnahme war die Schaffung eines separaten Wechselkurses für den neuen Straits-Dollar zu den anderen Silberwährungen, die in der Region umliefen, vor allem zum Britischen Handelsdollar. Falls der Wert des Straits-Dollar erheblich von dem der anderen Silberdollars abwich, konnte die Währungsbehörde ihn an das Pfund Sterling und damit an den Goldstandard binden. Dies wurde durchgeführt, als der Straits-Dollar den Gegenwert von zwei Schilling und vier Pence erreichte.
Innerhalb weniger Jahre stieg jedoch der Wert des Silbers, so dass der Metallwert des Dollars höher als der Nominalwert wurde. Um zu verhindern, dass die Silbermünzen eingeschmolzen wurden, erfolgte 1907 die Ausgabe kleinerer Münzen mit einem verringerten Feingehalt. Die letzten ¼-Cent-Münzen wurden 1916 ausgegeben. Dollar-Münzen wurden letztmals 1926 in Umlauf gebracht, während die Herstellung von silbernen 50-Cent-Münzen schon 1921 endete. Die übrigen Münzen blieben bis 1935 in Produktion.

## Banknoten
Queen Victoria (1837–1901)
Die Regierung der Straits Settlements genehmigte die Ausgabe von Geldscheinen mit der Ordinance VIII von 1897, die am 31. August 1898 in Kraft trat. Das Board of Commissioners of Currency gab 1899 Banknoten zu 5 und 10 Dollar aus; diese Scheine tragen das Datum vom 1. September 1898, sie gelangten aber erst am 1. Mai 1899 zur Ausgabe. Die Standard Chartered Bank und die Hongkong and Shanghai Bank gaben weiterhin eigene Banknoten aus, die neben den Scheinen der Regierung zirkulierten. Alle Noten waren frei konvertierbar mit dem Mexikanischen Silberdollar oder den verschiedenen anderen silbernen Handelsmünzen, die in der Kolonie umliefen.
König Edward VII. (1901 - 1910)

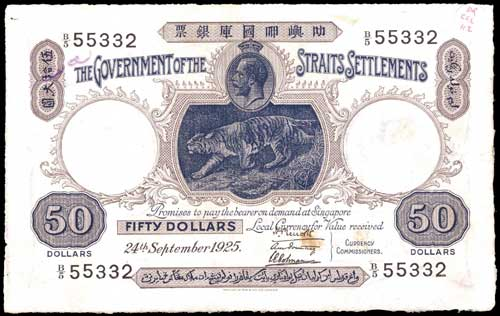
Fünfzig-Straits-Dollar-Banknote von 1911

Edward VII. bestieg den Thron im Januar 1901. Bei der vorangegangenen Ausgabe hatte der 5-Dollar-Schein fast die gleiche Größe und das gleiche Design wie der 10-Dollar-Schein. Um die Unterscheidung zu verbessern, wurde der 5-Dollar-Schein verkleinert. Die neue Geldscheinserie datiert auf den 1. Februar 1901 und wurde bei Thomas de la Rue & Co. Ltd. in London gedruckt. Diese Serie enthielt auch erstmals höhere Nominale zu 50 und 100 Dollar.
Als der Silberwert der 1903 eingeführten 1-Dollar-Münze den Nominalwert überstieg, wurde zunächst eine kleinere Dollarmünze und schließlich 1906 ein 1-Dollar-Schein eingeführt. Diese Dollar-Note, datiert auf den 1. September 1906 und bei De La Rue gedruckt, wurde sehr populär, so dass der Bedarf an silbernen 1-Dollar-Münzen sank.
Ende 1906 war der Bargeldumlauf der vom Board of Commissioners of Currency ausgegebenen Scheinen und Münzen auf 21.866.142 $ angestiegen, während der Umlauf and Noten von privaten Banken auf 1.329.052 $ gefallen war. Neue 5-Dollar- und 10-Dollar-Scheine, beide auf den 8. Juni 1909 datiert, wurden von De La Rue gedruckt und im gleichen Jahr ausgegeben.
König Georg V. (1910–1936)

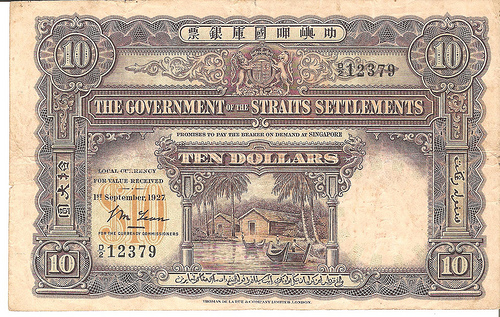
Zehn-Straits-Dollar-Banknote von 1927

Während der Regierungszeit des Monarchen wurde der Höchstwert der Geldscheinserie bis auf 1000 Dollar angehoben, in der Hauptsache für Transaktionen zwischen den Banken. Notausgaben zu 10 und 25 Cents wurden als Folge von Metallknappheit zwischen 1917 und 1920 notwendig. Im Jahre 1915 wurde das Design der Noten zu 50, 100 und 1000 Dollar komplett geändert. Die neuen Scheine wurden wieder bei De La Rue gedruckt und kamen jeweils im Februar 1920, Oktober 1919 und Mai 1917 in Umlauf. Eine 10.000-Dollar-Note wurde im Oktober 1922 ausgegeben, sie war allerdings nicht für die Öffentlichkeit bestimmt, sondern wurde ausschließlich im Interbankenverkehr verwendet.
König Georg VI. (1936–1952)
Im September 1933 wurde Sir Basil Phillott Blackett zum Kolonialminister (Secretary of State for the Colonies) ernannt. Er leitete eine Kommission, die die Möglichkeit einer Beteiligung der Malaienstaaten, einschließlich Brunei, an der Währung der Straits Settlements untersuchte. Der Blackett-Report empfahl, dass als gemeinsame Ausgabebehörde eine gesamtmalaiische Währungskommission eingerichtet werden sollte. Diese Empfehlung wurde von den Regierungen der Straits Settlements, den Federated Malay States, den Unfederated Malay States und Brunei positiv aufgenommen. Die notwendigen Gesetzgebungsverfahren wurden 1938 eingeleitet und von den beteiligten Staaten 1939 ratifiziert, wodurch der Malaya-Dollar gesetzliches Zahlungsmittel wurde.